# Kasseler Musiktage
Die Kasseler Musiktage sind ein jährliches Musikfestival in Kassel. Sie wurden 1933 zum ersten Mal veranstaltet und sind damit nach eigener Darstellung eines der ältesten europäischen Musikfestivals. Sie wurden aus dem in Kassel ansässigen Bärenreiter-Verlag heraus gegründet und kooperieren bei der Programmgestaltung mit vielen hessischen und Kasseler Institutionen. Seit 1982 haben sie die Organisationsstruktur eines Eingetragenen Vereins.

## Geschichte und Programmgestaltung
Der Verleger Karl Vötterle hatte 1923 Walther Hensel kennengelernt, den Begründer des Finkensteiner Bunds, einer Organisation der Jugendmusik- und Singbewegung. Zur Unterstützung von dessen Anliegen, das aktive Singen von Volksliedern und Chören in breite Bevölkerungsschichten zu tragen, gründete er seinen Bärenreiter-Verlag. Seine ersten Publikationen waren die Finkensteiner Blätter, monatlich erscheinende Liedblätter für die Singwochen und Treffen des Bundes. Als der Finkensteiner Bund 1933 gleichgeschaltet wurde, gründete Vötterle zusammen mit seinem Lektor Richard Baum den Arbeitskreis für Hausmusik, um die Arbeit unter anderem Namen fortzusetzen. Im gleichen Jahr veranstaltete der Arbeitskreis die ersten Kasseler Musiktage. Die Anregung der Teilnehmer zur aktiven Auseinandersetzung mit überlieferter und Neuer Musik und zum eigenen Musizieren wurde programmatisch in den Mittelpunkt gestellt.
Bis 1939 und wieder ab 1950 wurde das Festival jährlich durchgeführt. Es blieb lange organisatorisch und personell eng mit dem Bärenreiter-Verlag verbunden. Neben die Förderung des Volks- und Chorgesangs traten weitere wichtige Impulse: Vötterle engagierte sich für die Erneuerungsbewegung der evangelischen Kirchenmusik und für die Wiederentdeckung der Alten Musik. Beides spiegelte sich sowohl in der stetigen Erweiterung seines Verlagsprogramms als auch in der Programmgestaltung der Kasseler Musiktage wider. Dazu begannen in den 1950er Jahren die Kooperationen mit dem Hessischen Rundfunk und dem Staatstheater Kassel, die seither regelmäßig Veranstaltungen zum Programm beitragen und später zu Mitveranstaltern wurden. Die Zusammenarbeit mit Klaus Martin Ziegler, der ab 1960 als Kantor der Martinskirche in Kassel einen besonderen Schwerpunkt auf Neuer Musik etabliert hatte, wurde 1977 verstetigt, indem man Zieglers Veranstaltungsreihe „Neue Musik in der Kirche“ in das Festival integrierte.
1982 wurde ein Trägerverein gegründet, dem überwiegend institutionelle Mitglieder angehören. Mit ihnen ergeben sich viele Kooperationen bei den einzelnen Veranstaltungen, die an in der ganzen Stadt verteilten Orten stattfinden. Zu den Mitgliedern gehören unter anderem das Hessische Ministerium für Wissenschaft und Kunst, der Hessische Rundfunk, die Stadt Kassel, der Evangelische Stadtkirchenkreis Kassel, die Evangelische Akademie Hofgeismar, die Universität Kassel, der Internationale Arbeitskreis für Musik (als Nachfolgeorganisation des Arbeitskreises für Hausmusik), das Staatstheater Kassel, sowie mehrere in Kassel ansässige Musikverlage.
In den letzten Jahren hebt das Festival programmatisch die große Vielfalt der Musikbeiträge hervor, die immer wieder Genregrenzen überschreiten und experimentelle Ansätze einbeziehen. Seit 2013 findet im Rahmen des Festivals zudem ein Kreativwettbewerb für Jugendliche statt.

## Künstlerische Leitung
- 1933–1939, 1950–1975: Richard Baum
- 1976–1990: Wolfgang Rehm, ab 1977 zusammen mit Klaus Martin Ziegler
- 1991–2003: Leo Karl Gerhartz
- 2004–2005: Freimut Richter-Hansen
- 2006–2015: Dieter Rexroth
- seit 2016: Olaf A. Schmitt